# Werner Helmichius

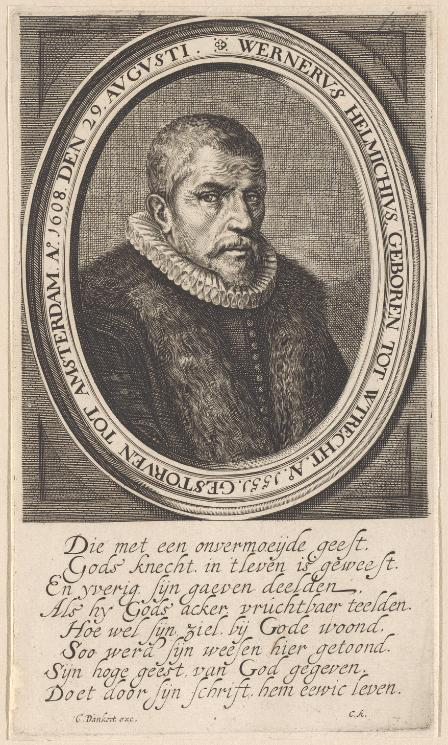
Portret van Helmichius, Bijzondere Collecties, Universiteitsbibliotheek Leiden

Werner(us) Helmichius (Utrecht, 1550 - Amsterdam, 29 augustus 1608) was een Nederlands predikant in de tijd van de reformatie. Hij was predikant in Utrecht (1579-1589), Delft (1590-1602) en Amsterdam (1602-1608).

## Biografie
Helmichius preekte als eerste protestantse predikant in de Dom van Utrecht. Vervolgens was hij een vaste leraar van deze kerk, samen met Nicolaus Sopingius. Over Helmichius werd toen al met veel roem geschreven en hij werd beschreven als een echte Zwingliaan. Hubert Duifhuis, die eveneens als Zwingliaan bekendstond, wilde zich in Utrecht echter niet met zijn gemeente bij hem voegen, wat Helmichius erg teleurstelde.
Vanaf 1598 werkte Helmichius, samen met Arnoldus Cornelisz, aan de vertaling van de Bijbel. Zij volgden Filips van Marnix van Sint-Aldegonde hiermee op, die deze taak door de Staten van Holland opgelegd had gekregen maar in dat jaar overleed. Vanaf 1605, het jaar dat Cornelisz eveneens overleed, moest Helmichius alleen met het werk verder. Bij de Particuliere Synode van Noord-Holland in 1607 was het Bijbelboek Genesis bijna volledig vertaald. Willem Baudartius, destijds predikant te Zutphen, was van mening dat Helmichius te langzaam voortgang boekte, wat Helmichius zeer pijnlijk opvatte. Hij mocht het vertalen wel voortzetten, maar overleed het jaar erop, in 1608. Vanwege het feit dat de Staten van Holland lange tijd de synodes tegenhielden werd pas in 1618, na de beslissing op de Synode van Dordrecht, de draad van het vertalen weer opgepakt met de Statenvertaling.
- Biografisch Portaal: 02175733
- Digitale Bibliotheek voor de Nederlandse Letteren: helm021
- Gemeinsame Normdatei: 119510391
- International Standard Name Identifier: 0000 0000 2015 5035
- Nederlandse Thesaurus van Auteursnamen: 070079358
- Virtual International Authority File: 3282342
- WorldCat: E39PBJp68RbjQyMrprTGKt8Hmd